# Moles oaxaqueños

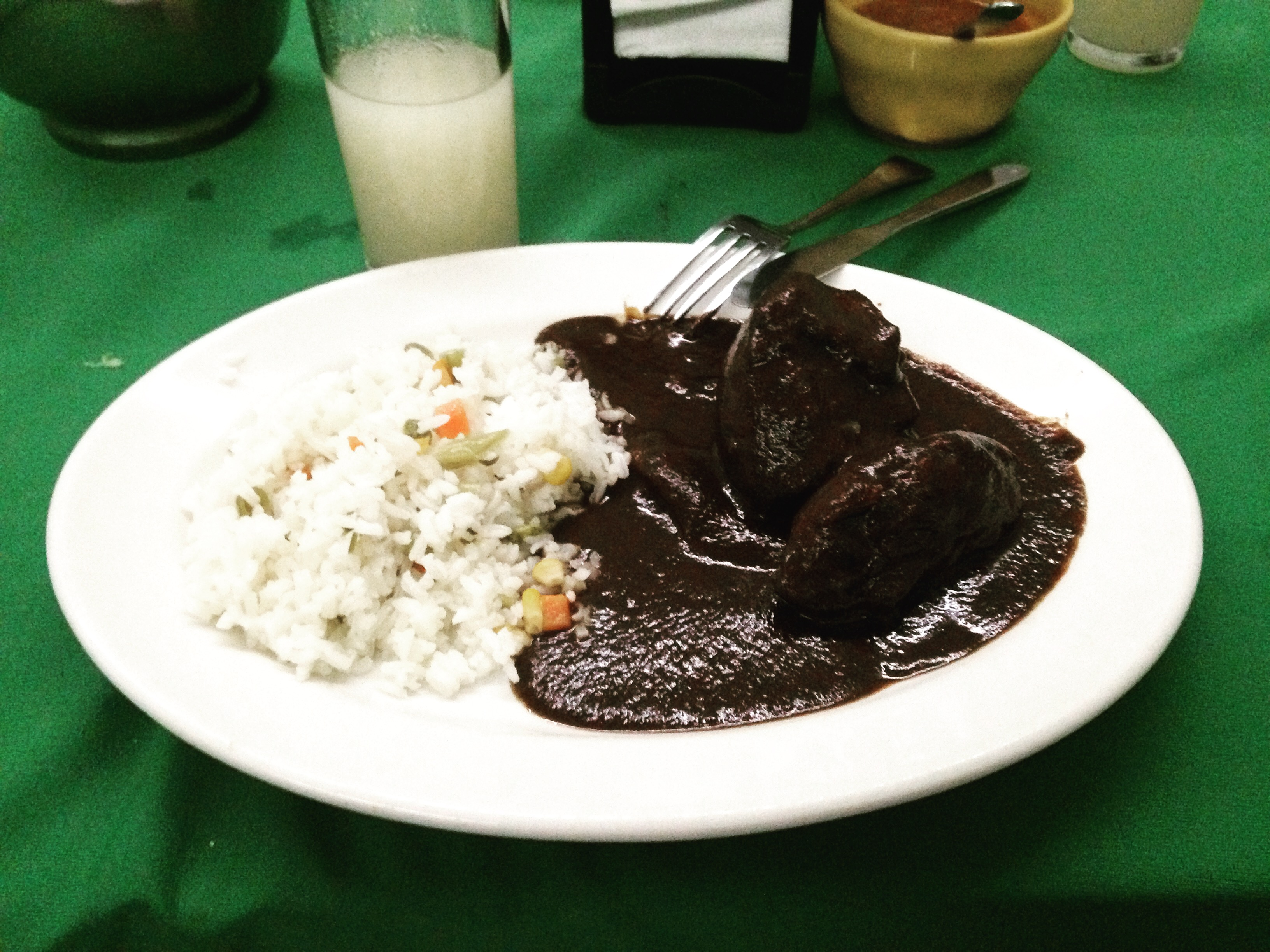
Plato de mole negro con pollo y arroz, servido en la ciudad de Oaxaca.

El mole oaxaqueño es un conjunto de moles de la gastronomía del estado de Oaxaca, en México. El mole es un tipo de salsa que combina chiles y especias, espesada con masa de maíz,  y que se agrega a diversos platos de carne y vegetales.
Las antiguas crónicas mencionan que los aztecas ya mezclaban los diferentes chiles con el jitomate, cacao y especias, la llamaban “mulli”, que significa salsa.  Una vez que llegaron los españoles y la gastronomía sufrió el cambio natural del encuentro de las dos culturas, evolucionó hasta como lo conocemos actualmente.
El estado de Oaxaca goza de una gran riqueza cultural y gastronómica reconocida a nivel mundial. Este lugar se divide en 8 regiones, cada una de las cuales tiene una variedad de moles diferentes, se dice que los moles de Oaxaca en realidad se cuentan por docenas, lo cual es totalmente cierto.
Esparcidos por todo el estado, algunos ejemplos son el mole alcaparrado, el almendrado, el mole amarillo de res del Istmo, un mole amarillo serrano de venado, coloradito con ayocotes, mole coloradito tradicional oaxaqueño, los estofados de almendras y de pollo, el ma’ach, mole de bueno o de fiesta huajuapeño, el coloradito istmeño, el manchamanteles de Oaxaca, mole mixteco, el mole verde de Yucunama, mole de frijol colorado y el verde de pollo con chochoyotes… por mencionar solo algunos, dependiendo del lugar la receta es adaptada para su región utilizando diferentes ingredientes y preparándolo de manera diferente, con el toque propio de cada zona demográfica y su cultura.

Cada región se enorgullece de tener su propio mole, dependiendo del lugar la receta se adapta a los diferentes ingredientes que abundan en la zona, así como de prepararlos de manera diferente. Se habla comúnmente de los “7 moles de Oaxaca” siendo estos:
1. El mole negro: con pollo, guajolote o cabeza de puerco: Es el más complejo, lleva 34 ingredientes: 6 tipos de chiles tostados (chilhuacle negro, mulato, pasilla, ancho, guajillo y chipotle) y sus semillas, ajo, plátano, jengibre, cebolla, jitomate, miltomate, clavo, pimienta negra y gorda, almendras, nueces, ajonjolí, cacahuates, pan de manteca tostado, tortillas, mejorana, hoja de aguacate, orégano, tomillo, comino, canela, chocolate, azúcar y sal. Además de freirse con manteca de cerdo.
2. El mole amarillo:este mole es de color amarillo gracias al chile chilhuacle amarillo y el toque distintivo del mole amarillo es que se sazona con hoja santa, la cual perfuma el mole y le da un delicioso sabor anisado.  Además como todo mole, es una combinación exquisita de sabores picantes y dulces con notas anisadas y un punto especiado. Esta salsa es perfecta para servir con trozos de pollo o puerco previamente cocido y acompañado por una combinación de chayote, ejotes y papas, espesado con masa de maíz – todo esto cocido en el mole amarillo.
3. El mole coloradito con carne de puerco, pollo o res: es de un tono “ladrillo” y se usan ingredientes como: chile ancho, chile pasilla, jitomate, ajo, almendras, orégano y azúcar.
4. El mole verde: forma parte de los 7 moles del Estado de Oaxaca. Aunque también hay versiones de otros Estados. En Oaxaca acostumbran espesar el mole con masa de maíz. Gracias a los ingredientes con que está hecho este mole tiene un sabor herbal, para hacerlo se necesita: chile verde, cebolla, ajo, comino, pimienta negra, perejil, tomate y jitomate verde, es decir no maduro.
Este mole se puede servir con pollo o carne de puerco, acompañado de chayotes, ejotes y frijol blanco. Es un platillo tradicional de los pueblos circunvecinos de la región de los valles centrales.
5. El mole chichilo con carne de res y hojas de aguacate: su elaboración es la más “espectacular de todos” para hacerlo se usan ingredientes como: chile pasilla, chile mulato, pimienta gorda, para darle el aroma característico de chile y cenizas se le pone al final hojas de aguacate.
6. El mole rojo con pollo: es uno de los siete moles que se cocinan en Oaxaca, es el más picante de todos, el mole rojo se prepara con los mismos ingredientes del mole negro, solo que para que sea mole rojo los chiles no se tuestan tanto y de esta manera al molerlos quedan con un color rojo.
7. El estofado con pollo y aceitunas: cebolla, ajonjolí, ajo, almendras, aceitunas, pasas, tomate maduro, un poco de miltomate para el sabor agridulce,, canela, tomillo, orégano, pimienta gorda, clavo, perejil. Para darle un sabor más fuerte se agrega un poco de alcaparras. se acompaña de arroz blanco y chiles con zanahorias en vinagre.

## Receta

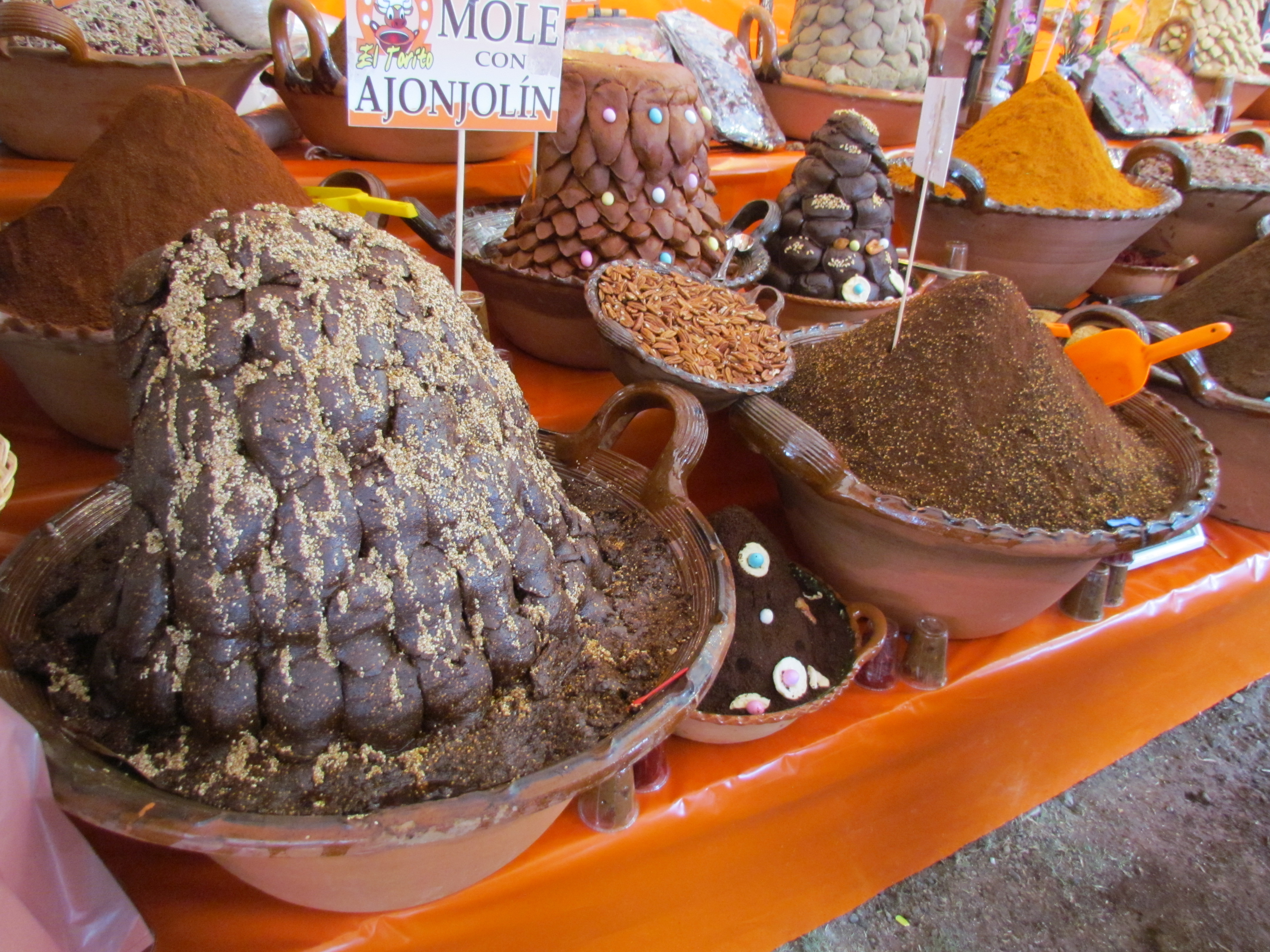
Pasta de mole tradicional

### Ingredientes
- 250 g. Chile Guajillo (125 g. Del que pica y 125g. del que no pica)
- 1 kg. Chile Ancho
- 500 g. Chile Pasilla
- 2 kg. Chile Mulato
- 4 pzs. Chile Chipotle seco
- 1 kg. Ajonjolí (250 g de ajonjolí por cada kg de Chile)
- 375 g. Nuez
- 250 g. Almendras
- 250 g. Cacahuate (Sin cascarilla)
- 250g. Uva Pasa
- Jitomate (por cada 250 g. de pasta se agregan 3 jitomates)
- 1 pza. Manzana Amarilla
- 1 pza. Plátano macho
- 500 g. Ajo
- Cebolla (por cada 250 g. de pasta se agregan 1 cebolla)
- c/n. Tomillo
- 2-3 rajitas. Canela
- 20 pimientas gordas.
- 20 clavos de olor.
- Chocolate (por cada 250 g. de pasta se agrega 1 tablilla de chocolate)

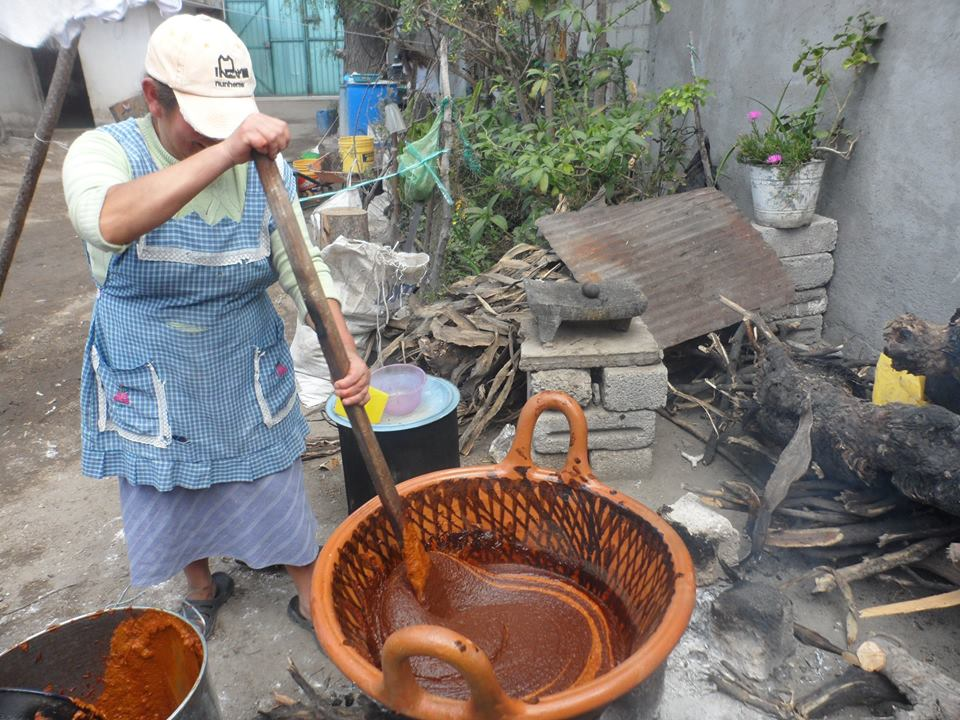
Preparación

- Pan bolillo
- Consomé de pollo
- c/n.Sal
- c/n. Aceite vegetal

### Modo de preparación
1. Los chiles se limpian, desvenan y doran en aceite.
2. Las semillas se tuestan aparte con el ajonjolí y sal.
3. Nueces, almendras, cacahuates, pasitas, manzana, plátano, ajos, tomillo, canela, pimientas, clavos se doran en aceite.
4. Después se lleva al molino o se muelen en metate los ingredientes anteriores para formar una pasta.
5. Esa pasta se puede conservar en frascos de vidrio previamente esterilizados.

### Preparación final
1. A la pasta anterior se le agrega la cebolla, el jitomate y pan bolillo también dorado (no se le pone antes ya que aceleran el proceso de descomposición y la pasta no se podría conservar por mucho tiempo)
2. Se disuelve la pasta con c/n. de consomé (caldo) de pollo y se le agrega la tablilla de chocolate.

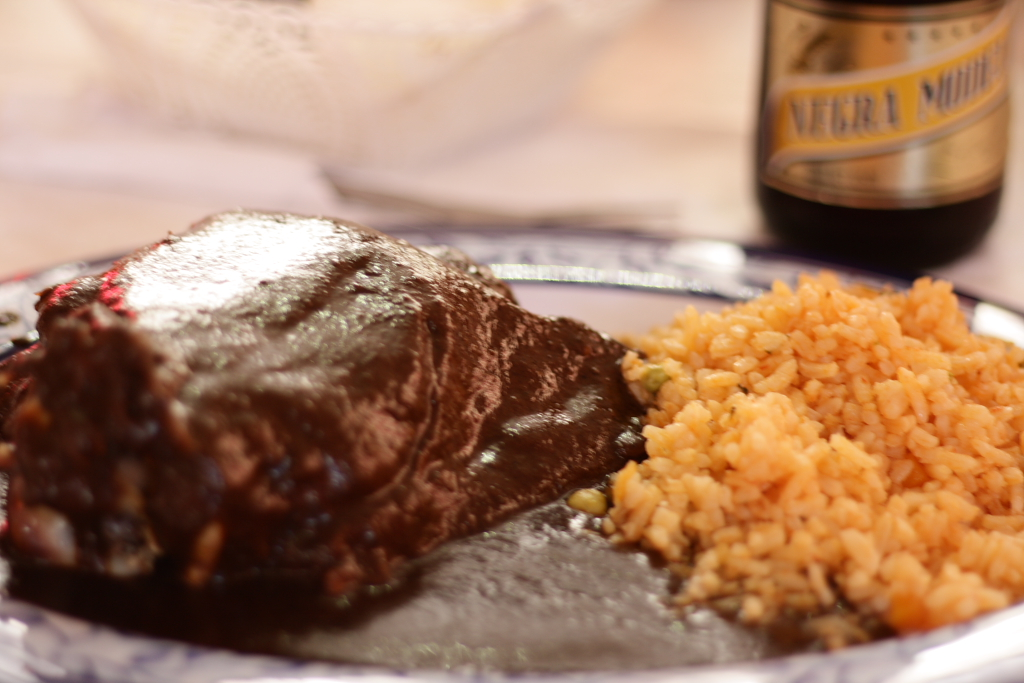
Presentación del platillo

### Presentación del platillo
1. Suele acompañarse con una pieza de pollo cocido o guajolote (pavo)
2. Se le espolvorea ajonjolí tostado
3. Puede acompañarse con una guarnición de arroz rojo (preparado con jitomate)